# Edgemont
Edgemont är en kanadensisk TV-serie för tonåringar och handlar om eleverna på McKinley High School och karaktären Kristin Kreuk.